# Vladímir Lavrinenkov
Vladímir Dmítrievich Lavrinenkov (en ruso: Владимир Дмитриевич Лавриненков; Ptajino, RSFS de Rusia, 17 de mayo de 1919 – Kiev, Unión Soviética, 14 de enero de 1988) fue un as de la aviación soviético que combatió durante la Segunda Guerra Mundial donde recibió dos veces el título de Héroe de la Unión Soviética. Después de la guerra permaneció en el ejército hasta la década de 1980; durante su carrera alcanzó el rango de coronel general de Aviación.

## Biografía

### Infancia y juventud
Vladímir Lavrinenkov nació el 17 de mayo de 1919 en Ptajino, una pequeña localidad rural situada en el Uyezd de Smolensk de la gobernación de Smolensk —entonces parte de la RSFS de Rusia, actualmente ubicada en el Óblast de Smolensk en Rusia—. Después de completar el séptimo año de educación secundaria en Peresna, asistió a una escuela de oficios en la ciudad de Smolensk, donde se graduó en 1935, posteriormente trabajó en una fábrica local de aviones, y en 1939 completó su entrenamiento en el club de vuelo de Smolensk antes de ingresar al Ejército Rojo en febrero de 1940.
En enero de 1940, se graduó en la Escuela de Pilotos de Aviación Militar de Chuguev y al año siguiente sirvió como instructor de vuelo en la Escuela de Pilotos de Aviación Militar de Chernígov, que tuvo que ser evacuada a Zernogrado en julio debido a la invasión alemana de la Unión Soviética. En noviembre, se formó un regimiento de la 102.ª División de Aviación de Cazas compuesto por instructores de la escuela para proporcionar cobertura aérea en Stalingrado.

### Segunda Guerra Mundial
Fue desplegado por primera vez en la zona de Stalingrado como piloto en el 651.º Regimiento de Aviación de Cazas. Allí voló en un caza biplano Polikarpov I-15, con el que participó en su primer combate aéreo después de intentar atacar un He-111. Después del incidente, su avión se quedó con solo una rueda de aterrizaje intacta, pero aun así logró aterrizar con seguridad. Después de volver a entrenarse para volar el más moderno caza Yak-1, fue reasignado en junio de 1942 al 753.º Regimiento de Aviación de Cazas como comandante de vuelo y el 8 de julio obtuvo su primera victoria aérea cuando derribó un Me-109 durante un intenso contraataque. Más tarde, él y su compañero Piotr Tilchenko se batieron en duelo contra un grupo de seis Me-110; Tilchenko murió en combate después de derribar a dos de ellos, pero Lavrinenkov sobrevivió. En agosto fue trasladado al 4.º Regimiento de Aviación de Cazas. Como subcomandante de escuadrón que pilotaba el Yak-7B en el frente de Stalingrado, rápidamente aumentó su número de victorias, obteniendo nueve victorias aéreas en un lapso de apenas tres meses. En octubre, Lavrinenkov y muchos de sus colegas, incluidos Amet-Jan Sultán e Iván Borísov, fueron asignados al recién formado 9.º Regimiento de Aviación de Cazas de la Guardia (conocido informalmente como el «regimiento de ases» ya que estaba formado por ases y pilotos considerados como potenciales ases).
Al llegar al nuevo regimiento, volvió a pilotar el Yak-1 como subcomandante de escuadrón. Durante una misión con Ekaterina Budánova el 26 de diciembre de 1942 derribó un He-111; El fuselaje y el ala de su avión resultaron gravemente dañados por el fuego enemigo, pero pudo aterrizar sano y salvo. Por haber obtenido dieciséis victorias en solitario y realizado 322 salidas de combate, fue nominado al título de Héroe de la Unión Soviética el 28 de enero de 1943; el título fue conferido el 1 de mayo de 1943.
Las tropas alemanas capturaron a Lavrinenkov el 24 de agosto de 1943 cuando se vio obligado a lanzarse en paracaídas de su avión y aterrizó cerca de una trinchera alemana después de chocar contra un FW-190. A pesar de haber sido capturado en el óblast de Rostov, lo trasladaron en avión a Dniprodzerzhynsk y luego lo subieron a un tren camino de Berlín. Con la esperanza de que los alemanes fueran menos cuidadosos al vigilarlo si pretendía no tener intenciones de escapar, inicialmente no hizo ningún intento de resistir a sus captores. Mientras estaban en el tren camino de Berlín y bajo vigilancia, él y otro piloto soviético esperaron a que sus guardias tuvieran un momento de debilidad antes de saltar del tren a gran velocidad y esconderse al amparo de la oscuridad de la noche. El 9 de septiembre de 1943 se encontraron con la unidad partisana que llevaba el nombre de Vasili Chapáyev; Los dos pilotos participaron en actividades partisanas en tierra hasta que la infantería soviética tomó el control del área el 29 de septiembre de 1943. Al regresar de ser prisionero de guerra, Lavrinenkov fue recibido calurosamente por el teniente general Timoféi Jriukin le devolvieron sus medallas, y fue reintegrado a la Fuerza Aérea. Sus hombreras le fueron entregadas personalmente por el mariscal Fiódor Tolbujin. Regresó al combate poco después de ser readmitido en el ejército y el 1 de noviembre de 1943 obtuvo su primera victoria aérea mientras volaba en un caza P-39, de fabricación estadounidense. A finales de año fue nuevamente nominado para el título de Héroe de la Unión Soviética por haber acumulado veintiocho victorias en solitario, título que finalmente recibió el 1 de julio de 1944.
Después de que Anatoli Morózov, el comandante de su regimiento, muriera en un accidente de pesca en junio de 1944 y con el nombramiento de Arkadi Kovachevich como comandante interino solo temporal, Aleksandr Nóvikov ascendió a Lavrinenkov de comandante de escuadrón a comandante de regimiento en septiembre. Como comandante dirigió la unidad durante las operaciones de Gumbinnen, Königsberg y Berlín. Durante su periodo de mando, el regimiento estuvo integrado en el Tercer Frente Bielorruso hasta abril y en el Primer Frente Bielorruso hasta el final de la guerra, permaneció al mando de la unidad hasta agosto de 1945. A lo largo de la guerra consiguió treinta y seis victorias aéreas en solitario y siete compartidas (u once según algunas fuentes), realizó más de 500 salidas de combate y participó en 134 combates aéreos.

### Posguerra

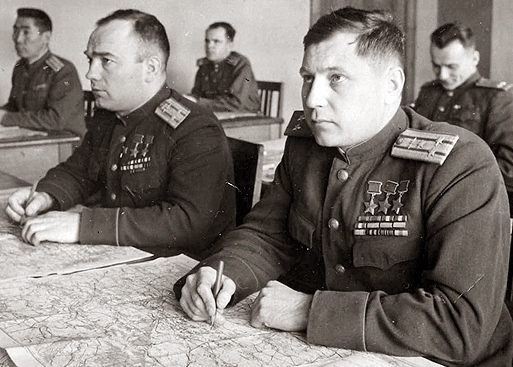
Alexánder Pokrishkin (derecha) y Vladímir Lavrinenkov en 1985 cuando eran alumnos de la Academia Militar Frunze

Después de ser relevado del mando del regimiento en agosto, Lavrinenkov asistió a la Academia Militar Frunze, donde se graduó en noviembre de 1948. En marzo de 1949 se convirtió en el comandante de la 2.ª División de Aviación de Cazas de la Guardia, que volaba en los cazas La-5, Yak-9 y P-40. En febrero de 1950, fue transferido al mando de la 142.ª División de Aviación de Cazas que utilizaba el La-7 y el Supermarine Spitfire. En julio de 1951 se convirtió en superintendente del Centro de Entrenamiento de Defensa Aérea de Cazas en Nizhni Nóvgorod. Allí voló el Yak-17, La-15 y MiG-15. En noviembre de 1952 dejó el centro para asistir a la Academia Militar del Estado Mayor de las Fuerzas Armadas de la URSS, de la que se graduó en 1954. Después de asistir a la academia, se convirtió en subcomandante de la Dirección de Defensa de la Aviación de Combate de Kiev y en julio de 1955 fue ascendido a comandante.
En noviembre de 1958 se convirtió en comandante del Cuerpo Independiente de Defensa Aérea del Báltico y en abril de 1962, asumió el puesto de comandante adjunto superior del 8.º Ejército Independiente de Defensa Aérea. En febrero de 1966 fue puesto al mando del 2.º Ejército Independiente de Defensa Aérea y nombrado subcomandante del Distrito de Defensa Aérea de Bielorrusia; de agosto de 1969 a diciembre de 1977 estuvo al mando del 8.º Ejército Independiente de Defensa Aérea, además de ser subcomandante del Distrito de Defensa Aérea de Kiev, tras lo cual se convirtió en jefe de Estado Mayor y superintendente adjunto de la defensa civil en Ucrania.
En 1984 se convirtió en consultor en una academia militar en Kiev, donde vivió hasta su muerte en 1988. Además de su faceta como militar, también escribió varios libros y se convirtió en miembro de la Unión de Escritores de la URSS en 1976. Fue miembro del Partido Comunista desde 1942, ocupó numerosos altos cargos en el partido, siendo diputado de la II Convocatoria del Sóviet Supremo de la RSFS de Rusia de 1947 a 1951, de la RSS de Letonia de 1959 a 1963, de la RSS de Bielorrusia de 1967 a 1971 y miembro del Comité Central del Partido Comunista de Ucrania de 1971 a 1981.

## Condecoraciones

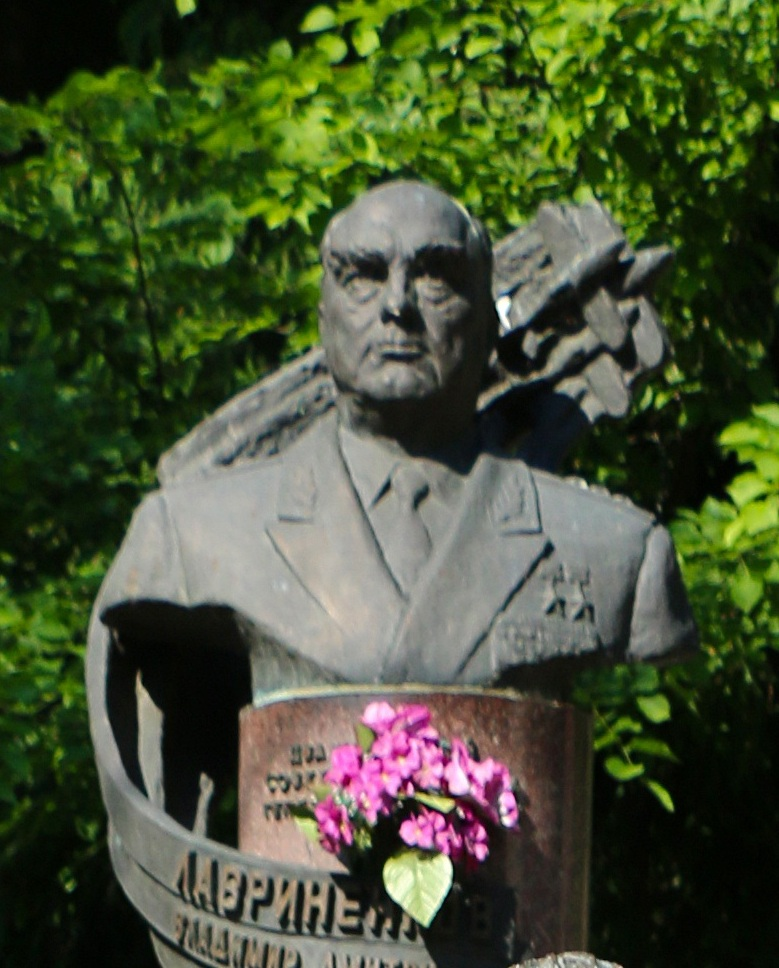
Monumento en la tumba del coronel general Vladímir Lavrinenkov en el cementerio de Báikove en Kiev (Ucrania)

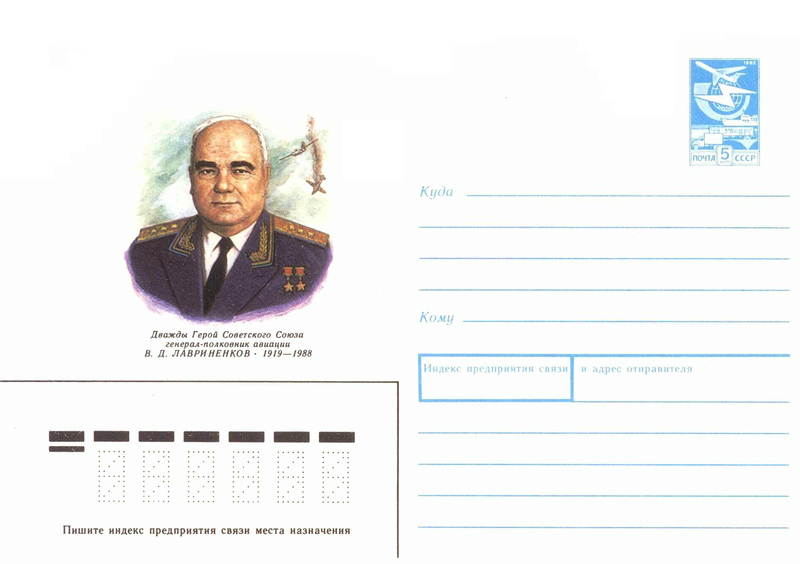
Sobre postal soviético de 1989 con el retrato de Vladímir Lavrinenkov

A lo largo de su vida militar, Vladímir Lavrinenkov recibió las siguientes condecoraciones
Unión Soviética
- Héroe de la Unión Soviética, dos veces (1 de mayo de 1943 y 1 de julio de 1944)
- Orden de Lenin, dos veces (1 de mayo de 1943 y 21 de febrero de 1978)
- Orden de la Revolución de Octubre (21 de febrero de 1974)
- Orden de la Bandera Roja, seis veces  (31 de julio de 1942, 23 de octubre de 1942, 10 de julio de 1943, 1 de agosto de 1943, 20 de abril de 1945 y 31 de octubre de 1967)
- Orden de la Guerra Patria de 1.er grado (11 de marzo de 1985)
- Orden de la Estrella Roja (30 de diciembre de 1956)
- Orden de la Bandera Roja del Trabajo (17 de febrero de 1984)
- Medalla al Partisano de la Guerra Patria de 1.er grado (8 de mayo de 1947)
- Medalla por el Servicio de Combate
- Medalla Conmemorativa por el Centenario del Natalicio de Lenin
- Medalla por la Defensa de Stalingrado
- Medalla por la Victoria sobre Alemania en la Gran Guerra Patria 1941-1945
- Medalla Conmemorativa del 20.º Aniversario de la Victoria en la Gran Guerra Patria de 1941-1945
- Medalla Conmemorativa del 30.º Aniversario de la Victoria en la Gran Guerra Patria de 1941-1945
- Medalla Conmemorativa del 40.º Aniversario de la Victoria en la Gran Guerra Patria de 1941-1945
- Medalla por la Conquista de Königsberg
- Medalla por la Conquista de Berlín
- Medalla al Trabajador Veterano
- Medalla del 30.º Aniversario de las Fuerzas Armadas de la URSS
- Medalla del 40.º Aniversario de las Fuerzas Armadas de la URSS
- Medalla del 50.º Aniversario de las Fuerzas Armadas de la URSS
- Medalla del 60.º Aniversario de las Fuerzas Armadas de la URSS
- Medalla del 70.º Aniversario de las Fuerzas Armadas de la URSS
- Medalla Conmemorativa del 1500.º Aniversario de Kiev
- Medalla por Servicio Impecable de 1.er grado

Otros países
- Cruz de guerra 1939-1945 (Francia)
- Medalla por el Fortalecimiento de la Amistad en Armas (Checoslovaquia)